# Janet Weiss
Janet Lee Weiss (24 de septiembre de 1965) es una baterista de rock, miembro de Sleater-Kinney, Quasi y Wild Flag. Fue baterista del grupo Stephen Malkmus and the Jicks hasta el álbum Mirror traffic. También contribuyó a Port of Morrow (2012), el cuarto álbum de The Shins.

## Primeros años
Weiss nació en Hollywood, California, de una familia judía. Comenzó a tocar la guitarra a los 16 años. Mientras asistía a la Universidad Estatal de San Francisco, donde se graduó con un título en fotografía, comenzó a tocar la batería con un trío de solo chicas, The Furies.

## Carrera

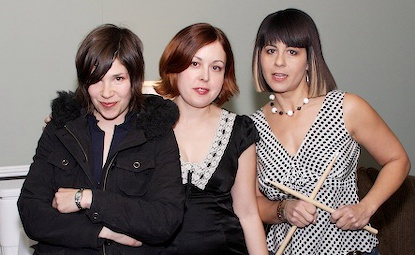
Weiss (derecha) con sus integrantes de la banda Sleater-Kinney Carrie Brownstein (izquierda) y Corin Tucker, entre bastidores en SXSW 2006.

### The Furies
A los 22 años, Weiss fue de gira con una banda de San Francisco, The Furies, aunque había tocado la batería durante solo dos semanas. Se mudó a Portland, Oregón en 1989 y poco después comenzó a tocar con Sam Coomes (su exesposo y miembro de Quasi).

### Sleater-Kinney
En 1996 Weiss comenzó a tocar con Corin Tucker y Carrie Brownstein en Sleater-Kinney después de verlas tocar un concierto. Tucker y Brownstein le tocaron “Dig me out”, una nueva canción en la que estaban trabajando en aquel momento. Más tarde, sus integrantes del grupo dijeron que ella creó un ritmo tan sólido que “casi se podría golpear la cabeza contra ello”. Eventualmente Weiss se convirtió la cuarta baterista del grupo.

### Quasi
Weiss y Sam Coomes formaron Quasi en 1993. La banda ha permanecido activa durante los últimos 20 años. Desde 2007 hasta 2011, actuaron como un trío, presentando a Joanna Bolme.

### The Jicks
Tras la disolución de Sleater-Kinney en 2006, Weiss se unió a Joanna Bolme en Stephen Malkmus and the Jicks. Tocó en dos discos, Real emotional trash de 2008 y Mirror traffic de 2011. Abandonó el grupo antes de la gira para este último disco.

### Otros proyectos
Ella también ha tocado con Bright Eyes, Junior High, The Shadow Mortons, The Go Betweens, Sarah Dougher, Elliott Smith, y Goldcard.
El 4 de julio de 2007 tocó con Bright Eyes en The Late Show with David Letterman antes de incorporarse el grupo para su gira europea de verano.
Desde septiembre de 2010, ha tocado con el grupo Wild Flag con Carrie Brownstein, Mary Timony (Helium), y Rebecca Cole (The Minders).

## Equipo utilizado
Weiss utiliza una batería Ludwig vintage (c. 1973) con acabado de arce y hardware DW. Las especulaciones son las siguientes:
- Caja Craviotto de 5 1/2 “ x 14”
- Tom-tom de 9” x 13”
- Tom-tom de piso de 16” x 16”
- Bombo de 14” x 22”

Platillos: Zildjian
- Hi-hats Quick Beat de 14”
- Crash Custom Projection A de 18”
- Ride médium A de 21”
- Crash Custom médium A de 20”

Weiss utiliza parches cubiertos Remo Ambassador en la caja y las tom-toms, y un Evans EQ4 en el bombo.
Toca con palos Silverfox MR.

## Discografía

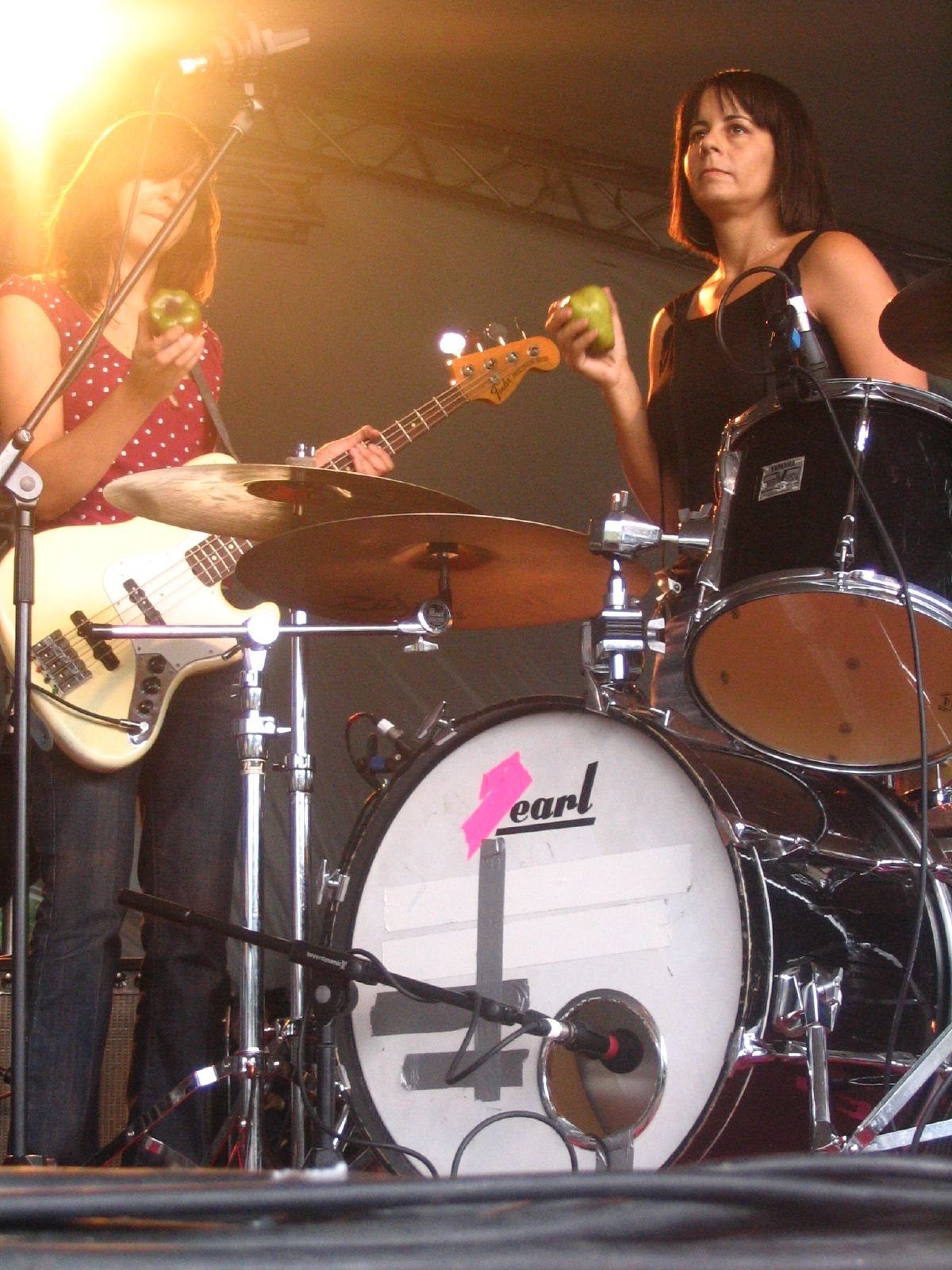
Weiss (derecho) con Joanna Bolme en The Green Man Festival de 2006

- Quasi – Early recordings (1996, Key Op)
- Sleater-Kinney - Dig me out (1997, Kill Rock Stars)
- Quasi – R&B transmogrification (1997, Up Records)
- Quasi – Featuring birds (1998, Up)
- Sleater-Kinney – The hot rock (1999, Kill Rock Stars)
- Quasi – Field studies (1999, Up)
- Sleater-Kinney – All hands on the bad one (2000, Kill Rock Stars)
- The Go-Betweens - The friends of Rachel Worth (2000)
- Quasi – The sword of god (2001, Touch and Go Records)
- Sleater-Kinney – "One beat (2002, Kill Rock Stars)
- Quasi – Hot shit! (2003 Touch and Go Records)
- Sleater-Kinney – The woods (2005, Sub Pop)
- Quasi – When the going gets dark (2006, Touch and Go Records)
- Bright Eyes – Four winds" (2007, Saddle Creek)
- Bright Eyes – Cassadaga (2007, Saddle Creek)
- Stephen Malkmus and the Jicks – Real emotional trash (2008, Matador Records)
- Conor Oberst - Conor Oberst (2008, Merge Records)
- Quasi - American gong (2010, Kill Rock Stars)
- Stephen Malkmus and the Jicks – Mirror Traffic (2011, Matador Records)
- Wild Flag – Wild Flag (2011, Merge Records)
- The Shins - Port of Morrow (2012)
- Weiss / Cameron / Hill - Drumgasm (2013, Jackpot Records)